# Famille Guarini

Armoiries des Guarini : d'azur à la bande d'or au lambel de cinq pendants de gueules.

La famille Guarini est une famille noble italienne d'origine normande, établie dans le sud de l'Italie depuis le XIe siècle.

## Blasonnement
Le blason de la famille est d'azur à la bande d'or au lambel de cinq pendants de gueules. Il est souvent représenté sous la variante d'azur à la bande d'argent au lambel de cinq pendants de gueules.[réf. nécessaire]

## Origines de la famille
Le(s) premier(s) membre(s) de cette famille arrivent en Italie méridionale au plus tard dans les années 1060, faisant partie du flot d'aventuriers normands qui suivent les frères Hauteville à partir des années 1030, et qui seront à l'origine du futur royaume de Sicile au XIIe siècle.

Le premier membre connu est un certain Roger Garin (Guarin ; Warin), dit Ruggero Guarini en italien. En 1096, il part pour la Première Croisade, faisant partie de l'armée des Normands d'Italie menée par Bohémond de Tarente et son neveu Tancrède.
Roger est un compagnon d'arme et un conseiller de Bohémond. Au retour de la croisade, il s'implante dans les Pouilles où, semble-t-il, il possède quelque(s) fief(s), peut-être accordé(s) en récompense de son action durant la croisade. Ses descendants, d'abord établis dans la région de Brindisi, vont se transférer dans le Salento : plusieurs membres de la famille sont répertoriés comme feudataires autour de Lecce et Otrante dans le Catalogus baronum (« Catalogue des barons ») établi par les rois de Sicile au milieu du XIIe siècle.

## Titres et possessions

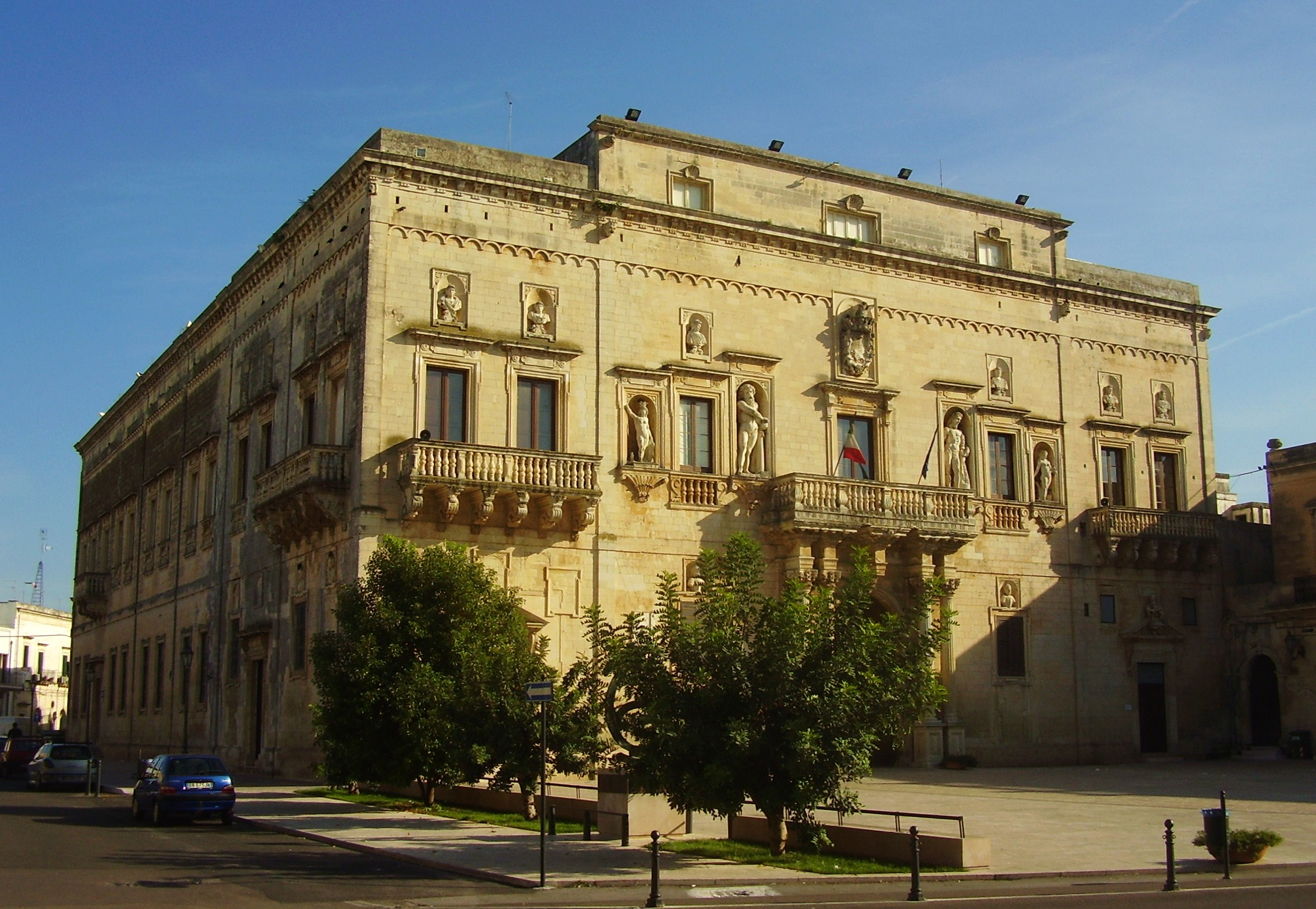
Le palais ducal de San Cesario di Lecce, bâti par les Guarini au début du XVIIe siècle.

Les Guarini possédèrent des fiefs dans le Salento dès le XIIe siècle. La famille se sépara en de nombreuses branches (quinze au total) à partir de celle des barons puis ducs de Poggiardo. Une branche de la famille s'exporta en Sicile au début du XVIe siècle, une autre se transféra à Naples au XVIIIe siècle. La branche principale, la seule encore existante, s'établit à Poggiardo en 1455, lorsqu'Agostino Guarini se vit accorder le titre de baron par le prince de Tarente Giovanni Antonio Orsini del Balzo
Les Guarini ont possédé, à plus ou moins long terme, selon leurs différentes branches, environ 75 fiefs dans le royaume de Naples. Ils ont porté les titres de : 
- Princes de Tarsia, Oliveto
- Ducs de Poggiardo (obtenu en 1698), Alessano (1635), Scorrano
- Marquis de Botrugno, Cimarra, Cirò, Martignano (hérité de la famille Palmieri)
- Comtes de Bianco, San Cassiano
- Barons de Acquarica del Capo, Caprarica di Lecce, Casamassima, Castrignano del Capo, Collepasso, Castri di Lecce, Diso, Erchie, Gagliano del Capo, Lequile, Maglie, Monteroni di Lecce, Minervino di Lecce, Nociglia, Novoli, Oria (1515), Ortelle, Patù, Ruggiano, Salignano, San Cassiano, San Cesario di Lecce, Specchia, Spongano, Surano, Taurisano, Torre Santa Susanna, Tuglie, Vaste, Vernole, etc[4].

À Lecce, les Guarini ont possédé et édifié plusieurs palais (dont le Palazzo Palmieri du XVIe siècle, le Palazzo Guarini-Lubelli du XVIe siècle et le Palazzo Guarini-Consiglio du XVIIIe siècle) participant à l'effervescence du baroque dans la capitale du Salento. L'église de San Francesco della Scarpa, également a Lecce, a été reconstruite dans le style baroque typique de la ville au XVIIe siècle grâce au mécénat de la famille .

## Parenté

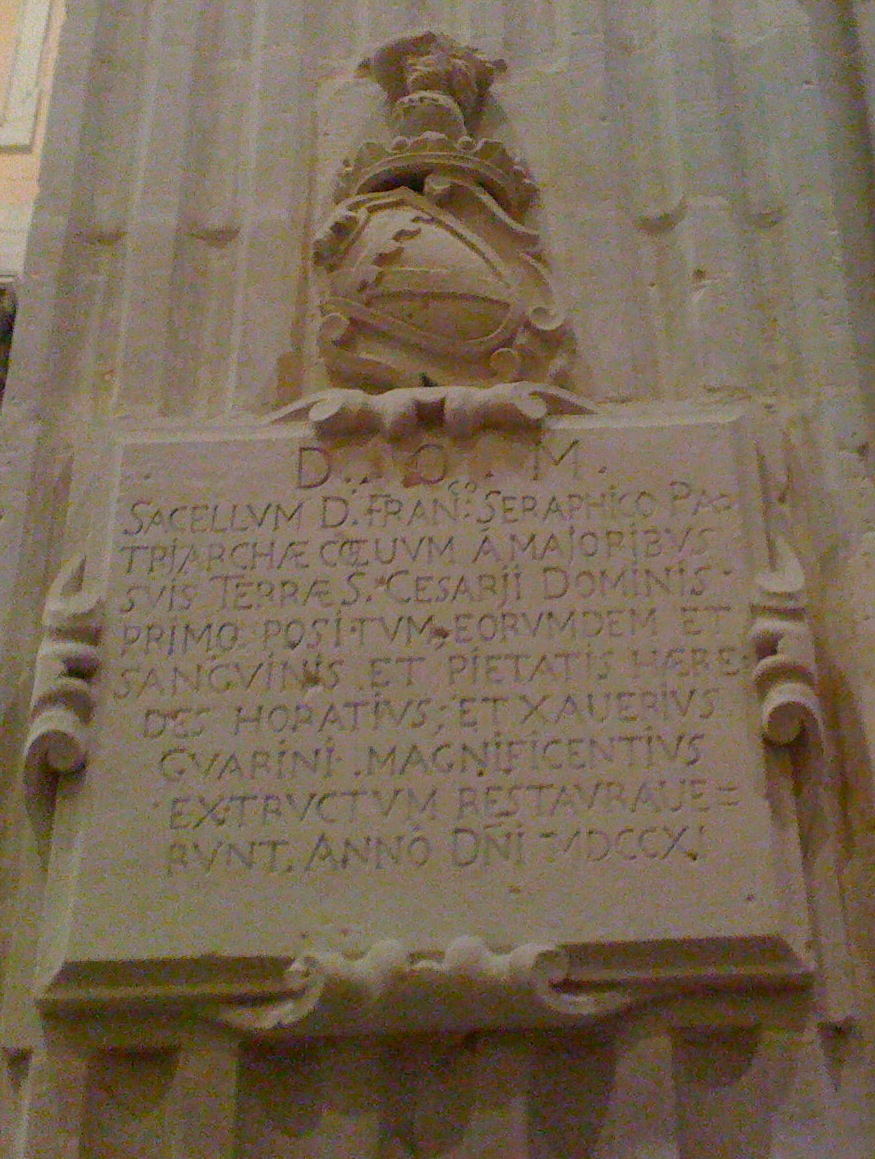
Armoiries des Guarini dans l'église de San Francesco della Scarpa à Lecce.

Les Guarini ont noué des liens de parenté avec la plupart des familles nobles du Salento et avec quelques-unes des plus importantes maisons du royaume de Naples comme les familles Carafa, d'Aquino, Acquaviva d'Aragona, Di Capua, Lanza ou Castriota-Scanderbeg, avec de grandes familles d'origine génoise comme les Spinola, Cattaneo ou De Mari, ainsi qu'avec les Tolomei de Sienne et d'autres lignées étrangères, notamment les Lascaris et la famille impériale byzantine des Paléologue. Certaines familles se sont éteintes par le mariage de leur dernier représentant à un Guarini, comme la famille Frisari, dont les Guarini héritèrent au XIXe siècle du titre de prince de Tarsia et de duc de Scorrano, et la famille Palmieri, qui donna naissance à une autre branche, éteinte depuis, celle des Guarini-Palmieri, marquis de Martignano.

## Personnalités
Pietro Guarini et Roberto Guarini furent évêques de Lecce (respectivement vers 1183 et vers 1350), Agostino Guarini fut évêque de Tricarico de 1497 à 1510, Giovanni Luigi fut évêque de Aquino en 1579, Federico Guarini fut évêque titulaire de Nysse puis évêque de Venosa au début du XIXe siècle et un autre Guarini fut évêque d'Ostuni.
Ignazio Guarini (de) (30 juillet 1676 - † 28 avril 1748), jésuite, professeur de philosophie et mathématicien à Rome, membre de la Curie romaine, fut envoyé par le pape Clément XII à la cour du roi catholique Auguste III de Pologne dans une Dresde majoritairement protestante, afin de lui servir de confesseur et de conseiller. Là, il soutint la rénovation de la ville dans le style baroque d'inspiration jésuitique, permettant à son protégé, l'architecte Gaetano Chiaveri, qu'il avait connu à Rome, d'obtenir les chantiers les plus importants et mettant lui-même au point le programme iconographique de la cathédrale de Dresde. Il fut également le précepteur des filles du roi, apprenant le français à Marie-Josèphe de Saxe, future mère de trois rois de France, et l'italien à Marie-Amélie de Saxe, future reine de Naples puis d'Espagne,.
Les Guarini étaient particulièrement impliqués dans la vie publique de Lecce. C'est la famille qui a donné le plus de maires à la cité (douze) : Vincenzo (1524-1525), Giovanni Maria (1529-1530), Ludovico (1545-1546), Paduano (1573-1574), Selvaggio (1575-1576), Giovan Pietro (1618-1619 ; 1624-1625 ; 1632-33 et 1636-1637), Orazio (1626-1627), Carlo (1649-1650), Giovanni Battista (1659-1660 ; 1667-1668), Orazio (1697-1698), Domenico M.a (1747-1748) et Giovanni Battista (1854-1er juin 1858). En outre, Vincenzo Guarini (1770-1828), commandeur de l'ordre de Saint-Jean de Jérusalem, fut gouverneur de la région de Terre d'Otrante en 1821-1822 avant d'être nommé gouverneur du Principat citérieur (1822-1826),,. Federico Guarini fut, lui, gouverneur de la région de l'Abruzze ultérieure première en 1816 puis du Principat citérieur en 1821. Saverio Guarini fut intendant du Palais royal de Carditello à la fin du XVIIIe siècle puis du palais de Caserte, siège de la famille royale, au début du XIXe siècle.
Les archives de la famille ont été conservées et une partie est étudiée par des experts de l'université de Bari (notamment la correspondance galante du duc Giovanni-Battista Guarini avec son amante à la fin du XVIIe siècle).